# PalmPilot
De PalmPilot is de tweede generatie Palm PDA-apparaten geproduceerd door Palm, Inc., destijds een dochteronderneming van US Robotics en later van 3Com. De PalmPilot werd gelanceerd op 10 maart 1997 in twee versies: de PalmPilot Personal en de PalmPilot Professional.
De PalmPilot werd een groot succes en hielp Palm zichzelf verder te vestigen als leider in de groeiende PDA/handcomputer-markt. Naar verluidt werden er meer dan 1 miljoen exemplaren van de PalmPilot verkocht. In 1998 werd de PalmPilot opgevolgd door de Palm III.

## Ontwerp
De PalmPilot was een compact ontwerp met een verlicht monochroom LCD-aanraakscherm en de mogelijkheid om snel verbinding te maken met een Microsoft Windows of Macintosh personal computer. Via zijn docking cradle of via een apart verkrijgbare modem kon de PalmPilot synchroniseren met een computer, waardoor het mogelijk was om e-mails te versturen, afspraken met anderen te maken en contactgegevens te beheren. Met behulp van applicaties van derden kon een verbinding gemaakt worden met de meest populaire instant messaging-systemen.
Een optionele geheugenkaart met een IR-poort was als upgrade rechtstreeks van Palm verkrijgbaar. Gebruikers van de eerdere Pilot 1000/5000 apparaten konden via een "upgrade kit" het OS, de ROM en de RAM upgraden naar het equivalent van een PalmPilot Professional.
Standaard draaiden de PalmPilot PDA's Palm OS 2.0, maar met behulp van een 2 MB geheugenuitbreiding kon op de PalmPilot Professional ook Palm OS 3.0 geïnstalleerd worden.

## Opvallende toepassingen
IMAX gebruikt de PalmPilot voor zijn Quick Turn Reel Units, die gebruikt worden om speelfilms in 70 mm te vertonen. De fysieke PalmPilots zijn ondertussen wel vervangen door een PalmPilot-emulator.